# Jan Szuba
Jan Szuba, duchowny rzymskokatolicki archidiecezji łódzkiej, prałat, ur. 19 października 1932 r. w Nowej Wsi Królewskiej koło Wrześni, jako jedno z pięciorga dzieci Anny ze Staniszewskich i Jana Szuby. Rodzina miała silne tradycje patriotyczno-narodowe i religijne. Ojciec uczestniczył w powstaniu wielkopolskim i obu wojnach światowych, matka była solistką chóru kościelnego.

## Życiorys
Do szkoły podstawowej uczęszczał w czasie okupacji niemieckiej. Pomimo obowiązku nauki w języku niemieckim nie poddał się procesowi germanizacji. Po ukończeniu szkoły średniej miał zamiar ukończyć uczelnię muzyczną i zostać śpiewakiem operowym.
Pod wpływem ks. Stanisława Świerczka wstąpił jednak do Wyższego Seminarium Duchownego w Łodzi.
30 czerwca 1957 r. z rąk bp Michała Klepacza otrzymał święcenia kapłańskie. Niezależnie od tego uzyskał tytuł magistra historii sztuki na Uniwersytecie Jagiellońskim.
W latach 1957–1984 pracował jako wikariusz – kolejno w parafiach: Przemienienia Pańskiego w Łodzi, św. Anny w Łodzi, parafii archikatedralnej św. Stanisława Kostki w Łodzi, św. Mateusza w Pabianicach, św. Wojciecha w Łodzi, św. Kazimierza w Łodzi, św. Antoniego w Tomaszowie Mazowieckim, Najświętszego Serca Jezusowego w Łodzi-Julianowie. Antykomunistyczne treści niektórych jego kazań stały się przyczyną stałego nadzoru ze strony Służby Bezpieczeństwa.
22 marca 1984 r. objął funkcję proboszcza parafii Podwyższenia Krzyża Świętego w Brzezinach.
29 czerwca 1989 r. został mianowany proboszczem parafii św. Mateusza w Pabianicach (jako następca przechodzącego na emeryturę ks. Stanisława Świerczka, inspiratora jego drogi kapłańskiej). Funkcję tę pełnił do 28 sierpnia 2011 r. W tym czasie podjął wiele prac i inicjatyw związanych z XVI-wieczną zabytkową świątynią: doprowadził do wyburzenia budynków pofabrycznych z czasów carskich, co odsłoniło sylwetkę kościoła od strony zachodniej, organizację i ogrodzenia placu kościelnego wg projektu Eugeniusza Budlewskiego, postawienia pomnika św. Maksymiliana Marii Kolbego, wymiany pokrycia wieży kościelnej na blachę miedzianą, remontu generalnego organów, odrestaurowania zabytkowych obrazów i ołtarzy, oświetlenia elewacji kościoła, rewitalizacji murów świątyni, a także modernizacji plebanii i kancelarii parafialnej. Był współtwórcą pierwszej uczelni wyższej w Pabianicach – Wyższej Szkoły Humanistyczno-Ekonomicznej, której pierwszą lokalizacją był obiekt domu katolickiego przy parafii.
Do 22 grudnia 2000 r. sprawował urząd dziekana dekanatu pabianickiego.
Za swoje zasługi otrzymał następujące wyróżnienia:
- rokietę i mantolet (13 grudnia 1985);
- tytuł kanonika honorowego Archikatedralnej Kapituły Łódzkiej (19 czerwca 1998);
- tytuł kapelana Jego Świątobliwości (6 grudnia 1992);
- tytuł Honorowego Obywatela Miasta Pabianic (17 września 2003)

W 2013 r. za wybitne zasługi w działalności na rzecz społeczności lokalnej oraz za osiągnięcia w pracy duszpasterskiej został przez prezydenta Bronisława Komorowskiego odznaczony Krzyżem Kawalerskim Orderu Odrodzenia Polski.